# Tom Søndergaard
Tom Søndergaard (2. januar 1944 i København - 16. juni 1997 i Frederikssund) var en dansk fodboldspiller.
Tom Søndergaard spillede 86 kampe og scorede 13 mål B.93 fra 1962 frem til 1968 som i det meste af af denne tid spillede i den næstbedste række. Derefter blev han professionel i Rapid Vienna (1968-1969), Ajax Amsterdam (1969-1970), FC Metz (1970-1972) og afsluttede karrieren i Hellerup IK fra 1972.
Han spillede 19 A-landskampe og scorede fire mål for Danmark i perioden 1964-1967, hvor han også var også med ved EM i fodbold 1964. Efter han blev professionel i 1968, blev han aldrig igen indkaldt til landsholdet.
Tom Søndergaard var træner i Hellerup IK fra 1978. Senere i bl.a. Farum Boldklub og Gladsaxe-Hero.